# Columbia (New York)
Columbia è un comune degli Stati Uniti d'America, situato nello Stato di New York, nella contea di Herkimer.